# Moyen (Meurthe-et-Moselle)
Moyen é uma comuna francesa na região administrativa de Grande Leste, no departamento de Meurthe-et-Moselle. Estende-se por uma área de 23,57 km². Em 2010 a comuna tinha 549 habitantes (densidade: 23,3 hab./km²).